# Junior dos Santos
Junior dos Santos (Caçador, 30 januari 1984) is een Braziliaans MMA-vechter. Hij was van november 2011 tot december 2012 UFC-kampioen zwaargewicht (93+ kilo).

## Carrière

### Kampioen UFC
Dos Santos' eerste professionele MMA-gevecht was op 16 juli 2006. Hij won zes van zijn eerste zeven wedstrijden, allemaal in Brazilië. Op 25 oktober 2008 debuteerde hij vervolgens onder de vlag van de UFC, tegen Fabrício Werdum. Dos Santos won door middel van een knock-out (KO) in de eerste ronde. Hij zette daarna zijn zegereeks voort tegen onder anderen Stefan Struve en Mirko Filipović. Op 11 juni 2011 versloeg hij Shane Carwin op basis van een unanieme jurybeslissing. Hiermee verdiende hij een gevecht om de UFC-zwaargewichttitel tegen regerend kampioen Cain Velasquez. Dit vond plaats op 12 november 2012. Dos Santos greep de titel door Velasquez na ruim een minuut in de eerste ronde knock-out te slaan.
Nadat Dos Santos zijn titel één keer verdedigde tegen Frank Mir, volgde op 29 december 2012 een rematch tegen Velasquez. Dos Santos moest hierin voor het eerst in zijn carrière vijf rondes van vijf minuten volmaken. Hij verloor de wedstrijd en zijn titel door middel van een unanieme jurybeslissing. Dit was zijn eerste verlies binnen de UFC en het tweede in zijn carrière. Na een daaropvolgende overwinning op Mark Hunt kreeg ook Dos Santos een herkansing voor de titel tegen Velasquez, maar die was hem opnieuw de baas, ditmaal via een knock-out in de vijfde ronde.

### Terug in de competitie
Na zijn tweede nederlaag tegen Velasquez was Dos Santos even uit de titelrace. Hij begon aan zijn terugkeer daarnaar met een overwinning op Stipe Miočić (unanieme jurybeslissing). Alistair Overeem sloeg hem daarna technisch knock-out (TKO), maar na weer een overwinning op Ben Rothwell gunde de UFC Dos Santos een nieuw titelgevecht. Dit vond plaats op 13 mei 2017. Tegenstander was Miočić, die inmiddels Fabrício Werdum onttroond had én Overeem verslagen. Dos Santos was deze keer niet opgewassen tegen de stoten van Miočić en ging nog voor de eerste ronde halverwege TKO.
Dos Santos moest nu zijn waarde opnieuw bewijzen tegen tegenstanders van een ander kaliber. Hij won in 2018 van Blagoy Ivanov (unanieme jurybeslissing) en Tai Tuivasa (TKO) en in 2019 van Derrick Lewis (TKO). Francis Ngannou en Curtis Blaydes sloegen hem daarna allebei TKO, waarmee hij voor het eerst in zijn carrière twee keer op rij verloor. In augustus 2020 verloor hij van Bigi Boi Jairzinho Rozenstruik uit Suriname door een technisch knock-out.